# Herb Wąbrzeźna
Herb Wąbrzeźna – jeden z symboli miasta Wąbrzeźno w postaci herbu.

## Wygląd i symbolika
Herb przedstawia w polu czerwonym skrzydło orle ze złotą przepaską i pastorał złoty przekrzyżowane u podstawy.
Wygląd herbu w takiej postaci został nadany w przywileju lokacyjnym biskupa chełmińskiego Jana Dantyszka: „A zatem biskup nadaje miastu jako herb skrzydło orle, czarnego koloru i przez nie przechodzący pastorał”.
Skrzydło jest nawiązaniem do herbu samego Dantyszka. Pastorał jest natomiast oznaką władzy biskupiej, której miasto podlegało.

## Historia
Herb pochodzi z nadania biskupa chełmińskiego Jana Dantyszka z 10 stycznia 1534, wraz z pieczęcią miejską i przywilejami dla Wąbrzeźna. Wizerunek herbowy widnieje z niewielkimi zmianami na szeregu pieczęci miejskich począwszy od XVI wieku. Herb został zatwierdzony przez Ministra Spraw Wewnętrznych w 1938 roku.

Herb Wąbrzeźna, obowiązujący od 1990 do 2021 roku.

26 września 1990 roku rada miejska przyjęła nowy wygląd herbu, który został wykonany przez Ziemowita Maślankę. Nawiązywał on do pierwotnego herbu Wąbrzeźna, nadanego przez biskupa Dantyszka. Na czerwonej tarczy umieszczono skrzydło czarne orła, z którym u dołu przecinał się złoty pastorał. W praktyce stosowano jednak model herbu, gdzie na czarnym skrzydle umieszczono dodatkowo białe wypustki, które nie występowały w pierwotnym herbie miasta i były niezgodne z zasadami heraldyki. Wzór herbu został przyjęty zgodnie z obowiązującym wtedy przepisami prawa, gdy nie obowiązywały jeszcze wymogi uzyskania w tej materii opinii Ministra Spraw Wewnętrznych i Administracji oraz Komisji Heraldycznej powołanej przy resorcie spraw wewnętrznych i administracji.
W 2019 roku Rada Miasta i Burmistrz Wąbrzeźna zadecydowała o weryfikacji wizerunku herbu i flagi z kryteriami wyznaczającymi poprawność historyczną i zgodność ze sztuką heraldyczną oraz zasadami weksylologii. W odpowiedzi na złożony przez Burmistrza Wąbrzeźna wniosek, Komisja Heraldyczna pismem z dnia 12 marca 2020 roku wskazała konieczność oparcia projektu herbu na zachowanym odcisku najstarszej pieczęci, gdzie skrzydło i pastorał powinny być dołem przekrzyżowane, a pastorał powinien dotykać dolnej krawędzi tarczy. Wymagano także umieszczenia na czarnym skrzydle przepaski w kolorze złotym, występującej w herbie Dantyszka i widocznej na odcisku najstarszej pieczęci miasta. 
Na podstawie tej opinii opracowany został ostateczny projekt herbu, który 11 stycznia 2021 roku został zaopiniowany pozytywnie przez Komisję Heraldyczną. Rada miasta Wąbrzeźna 8 września 2021 ustanowiła nowy wygląd herbu.